# Telecles
Telecles (en griego Τηλεκλῆς) fue un filósofo griego de la secta académica.
Era de Fócida o Focea y fue discípulo de Arcesilao y condiscípulo de Lácides, el sucesor de este en la dirección de la Academia (224 - 215 a. C.) Nada nuevo parece haber aportado con sus enseñanzas a aquella dirección filosófica, la cual había convertido en dialéctica probabilística la doctrina platónica de las ideas. Las circunstancias antes mencionadas constan en el siguiente pasaje de Diógenes Laercio (libro IV, 8ª) quien dice que "Lácides fue el último filósofo que sepamos que cediese en vida su escuela a otro, como efectivamente lo hizo, entregándola a Telecles y a Evandro." Éste , que era condiscípulo suyo, le sucedió en la dirección de la Escuela.